# اچ‌ام‌اس لایتنینگ (۱۸۰۶)
اچ‌ام‌اس لایتنینگ (۱۸۰۶) (به انگلیسی: HMS Lightning (1806)) یک کشتی بود که طول آن ۱۰۸ فوت ۹ اینچ (۳۳٫۱۵ متر) بود. این کشتی در سال ۱۸۰۶ ساخته شد.